# Chilo decrepitellus
Chilo decrepitellus là một loài bướm đêm trong họ Crambidae.